# Kevin DuBrow
Kevin DuBrow (29 de Outubro de 1956 – 25 de Novembro de 2007) foi um músico de rock norte americano, mais conhecido por ter sido o fundador e vocalista da banda de Heavy Metal Quiet Riot. Foi encontrado morto em sua casa, em Las Vegas no dia 25 de Novembro de 2007.
Kevin é irmão do médico astro do programa Botched, Terry Dubrow, sucesso no canal E.

## Morte
O laudo sobre a morte do cantor foi divulgado no dia 10 de Dezembro de 2007, e o teste toxicológico confirmou que a morte foi causada por uma overdose de cocaína, segundo informou a agência de notícias Associated Press. Outros detalhes sobre o falecimento do vocalista não foram divulgados.

## Discografia

### Quiet Riot
- 1978: Quiet Riot
- 1979: Quiet Riot II
- 1983: Metal Health
- 1984: Condition Critical
- 1986: QRIII
- 1993: Terrified
- 1995: Down to the Bone
- 1999: Alive and Well
- 2001: Guilty Pleasures
- 2006: Rehab

### Solo
- 1985: Hear 'n Aid "Stars"
- 1998: Thunderbolt: A Tribute to AC/DC "Highway to Hell"
- 1998: The Side Effects of Napalm by The Neanderthal Spongecake. Guest vocals on remake of "Metal Health '98"
- Appetite for Reconstruction – cover version of Welcome to the Jungle on Appetite for Reconstruction, a Guns 'n Roses tribute album
- 2004: In for the Kill